# Stevns Rev
Stevns Rev este o arie protejată (arie specială de conservare — SAC, sit de importanță comunitară — SCI) din Danemarca întinsă pe o suprafață de 4.645 ha, din care 99 % marine.

## Localizare
Centrul sitului Stevns Rev este situat la coordonatele 55°19′25″N 12°28′01″E / 55.323611°N 12.466944°E.

## Înființare
Situl Stevns Rev a fost declarat sit de importanță comunitară în august 2002 pentru a proteja 1 specie de animale. Situl a fost protejat și ca arie specială de conservare în decembrie 2011.

## Biodiversitate
Situată în ecoregiunile continentală și marină baltică, aria protejată conține 2 habitate naturale: Recifuri, Bancuri de nisip acoperite în permanență slab de apă marină.
La baza desemnării sitului se află o specie protejată de  mamifere: marsuin (Phocoena phocoena).